# Els Dansants de Peñíscola
Los "Dansants de Peníscola" es una tradición de Peñíscola (Baix Maestrat) que forma parte de la fiesta de la Virgen de la Ermitana, fiesta mayor del pueblo que se celebra el 8 de septiembre de cada año. Se considera una de las muixerangues tradicionales del País Valenciano.
Se bailan diferentes danzas: "dansants", "llauradores", "moros i cristians", "gitanetes", "pelegrines" i "cavallets". Algunas de ellas, como las "gitanetes" y los "cavallets", desaparecieron pero fueron recuperadas posteriormente.
El culto a la Ermitana ya se menciona en un testamento del 1395, pero la celebración de las fiestas comenzó en 1664. Los primeros testimonios escritos que se conservan sobre las Danzas de Peñíscola son del 1677, en un documento en el que ya se hace notar que sus exhibiciones eran habituales mucho antes. Las fiestas de la Virgen de la Ermitana obtuvieron la declaración de Fiesta de Interés Turístico Nacional en 1997.

## Indumentaria
Los "Dansants de Peñíscola" es una de las pocas danzas en que los hombres visten con falda. Los danzantes calzan alpargatas blancas con cintas negras. Llevan medias y calzones blancos, una falda azul y encima de ésta una de amanecer. La camisa es blanca, cruzada por dos tirantes, uno verde y otro rojo, que surgen de un cinturón verde y rojo. Por los lados, colgando del cinturón, llevan dos carteras con imágenes religiosas adornadas de cintas. También llevan un delantal blanco. Algunos bailarines llevan también collares de colores, pañuelos e insignias. Hasta mediados del siglo XX, llevaban un sombrero blanco o rojo, decorado con espejitos, con plumas, con mariposas o con otros elementos.
La explicación más difundida de que los hombres danzantes llevan ropa de mujer es la leyenda según la cual, al volver de una batalla con la ropa destrozada, las peñiscolana prestaron las faldas a los hombres para poder taparse. Hay teorías que consideran la falda una versión de una antigua túnica. Otras explicaciones pasan por ritos de fertilidad. Una versión lo explicaría por la prohibición tradicional de la presencia de mujeres en danzas religiosas.

## Danzas
Los danzantes realizan dos tipos de danzas:
- danzas de bastones: Los bastones tienen una longitud de unos 60 centímetros. Cada danzando lleva uno y lo sujeta con la mano derecha, llevando la izquierda en la cintura. Los bailes de bastones incluyen "lo primer ballet", "los dos toquets", "lo Rosildo", dalt i baix, corrillo parades i "los dos colps".[1]
- danzas de castañuelas.

Ambos bailes incluyen bailes como: las dos pasadas, la cruz, la cadena, las cuatro caras, las dos ruedas, la rueda grande y el doble baile.
La música que acompaña las danzas es de dulzaina y tamboril, con excepciones, como las canciones '' Roca del mar '' y '' Honra de Peñíscola '', incorporadas en el siglo XX, ambas para banda.
Las danzas se representan en la Plaza de Armas de la población.

## Castillo
Al terminar las danzas, los danzantes alzan el castillo, que es una torre humana de estructura 3-3-1: una base de tres danzantes, un segundo piso también de tres y, en lo alto, uno más. Este último recita una loa que está escrita normalmente por el mismo danzante y siempre en castellano. Un octavo danzante ayuda a otros a subir. Es una ayuda necesaria para las características de la vestimenta.
Tras desmontado el castillo, se forman cuatro pequeños pinos de dos. Este "pinets" suben las escaleras y entran a la ermita donde saludan la imagen de la Virgen. Salen y dan vueltas por la plaza, retando a ver quién aguanta más. Según pasa el tiempo, los danzantes van cansando y caen los "pinets", hasta que no le queda más que uno.

## Organización
Las danzas las organizaba tradicionalmente un maestro, a la manera de las muixerangues. En 1994 se forma la Asociación Cultural de Danzas, con estatutos y con presidentes.
Los danzantes ensayan en julio y en agosto. La fiesta mayor es el 8 de septiembre. Han actuado en otras poblaciones fuera de su calendario festivo, y lo hacen regularmente a la fiesta de la Magdalena de Castellón. En la Magdalena, sin embargo, no hacen el castillo.
Antiguamente, las mujeres formaban un baile totalmente diferente, pero, desde mediados del siglo XX, bailan lo mismo que los danzantes y de forma simultánea. Las mujeres no hacen castillo.